# Santuario di Santa Maria del Carmelo (Santa Teresa di Riva)
Il santuario di Santa Maria del Carmelo è la chiesa matrice e sede dell'arcipretura della città di Santa Teresa di Riva e del vicariato di San Basilio Magno. L'attuale edificio sacro (ricostruito nel 1929) è stato eretto sull'area fino al quel momento occupata da un'antica chiesa del 1507.
Il 14 luglio 1958 la chiesa è stata eretta santuario diocesano dall'allora arcivescovo di Messina, Angelo Paino.
In occasione del Giubileo del 2000, il tempio è stato proclamato chiesa-santuario giubilare dall'allora arcivescovo di Messina, Giovanni Marra.
Il territorio parrocchiale, che conta circa 2.500 fedeli (1/4 della popolazione cittadina) si estende sui quartieri di Bucalo, Sparagonà e Fiorentino, e sulle borgate di Quartarello, San Gaetano e Giardino.

## Descrizione

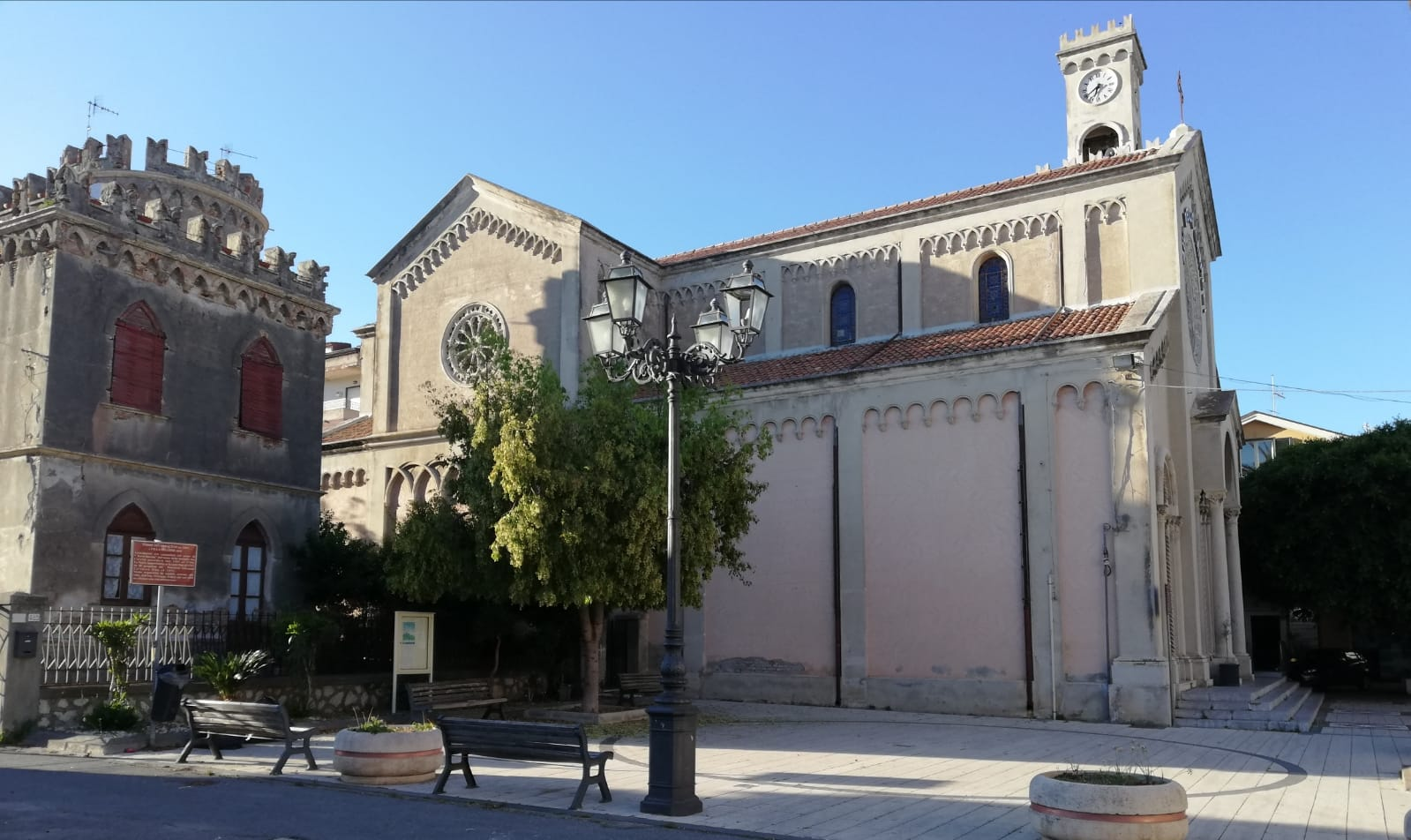
Prospetto sud del Santuario, piazzale laterale ed edificio medievale detto Torre Saracena

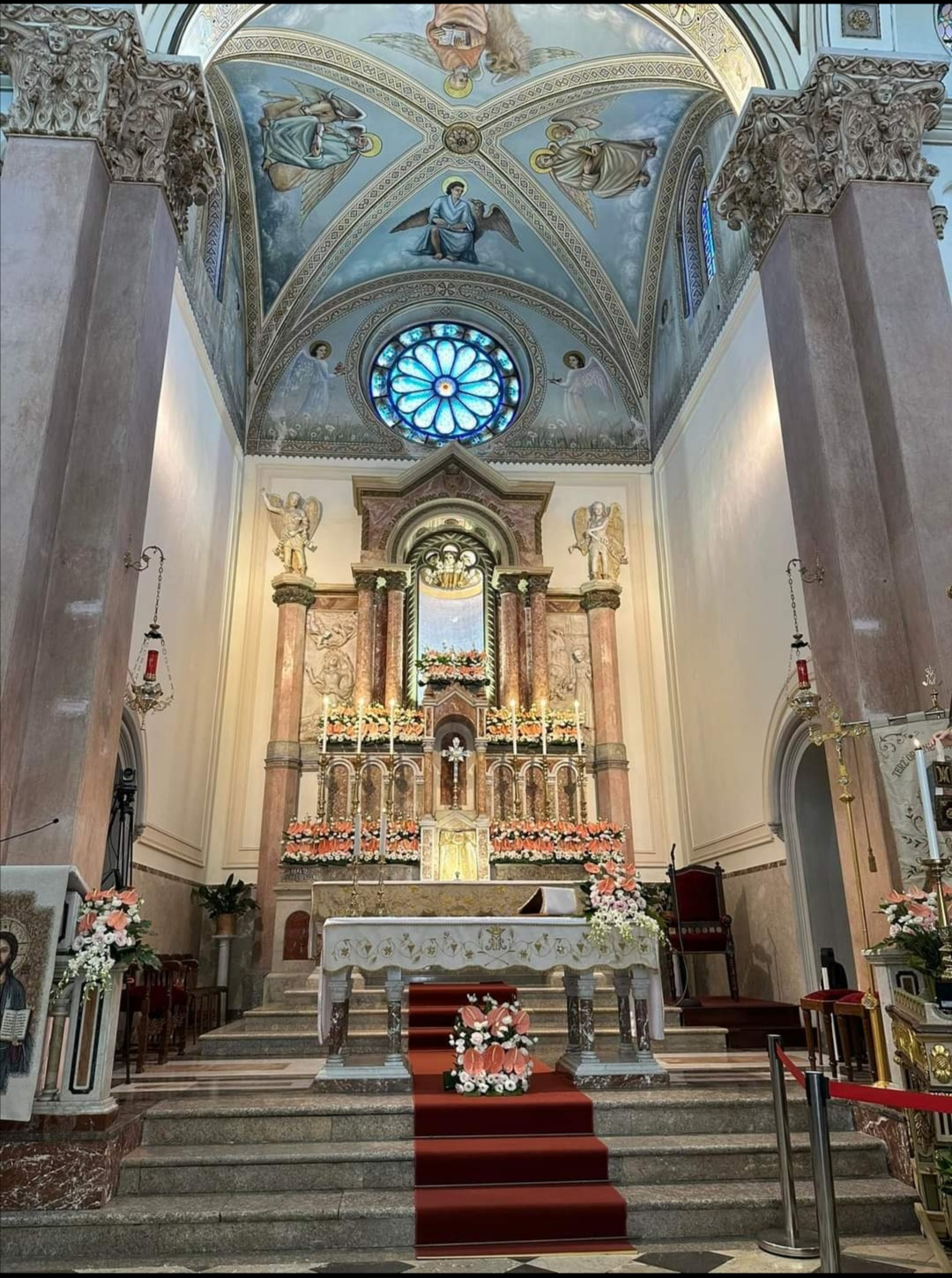
Altare Maggiore del 1934

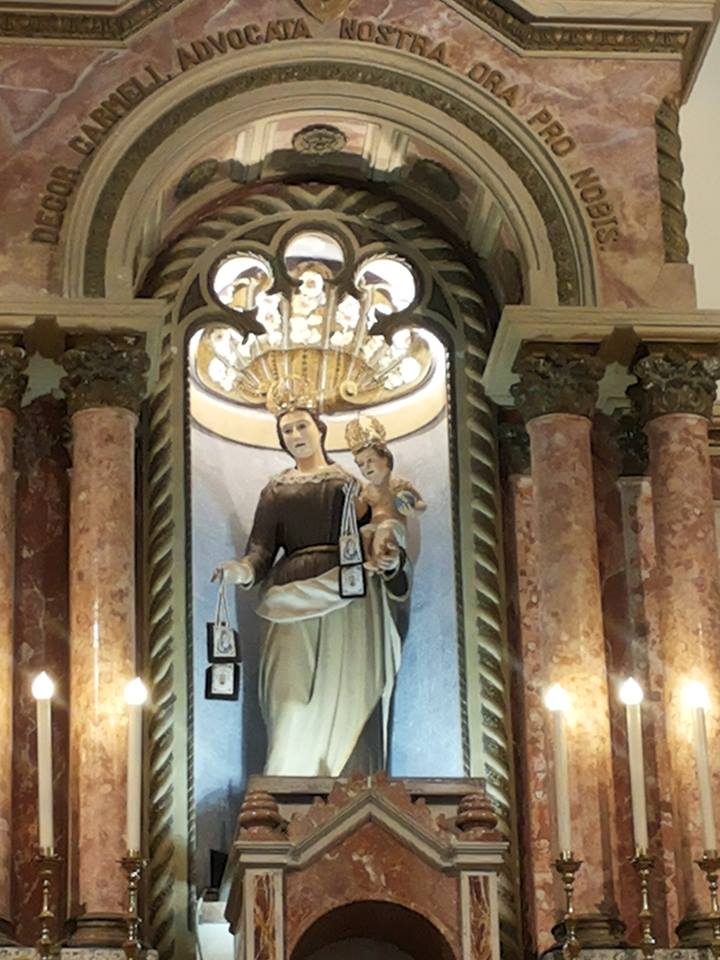
Particolare dell'altare maggiore del 1934

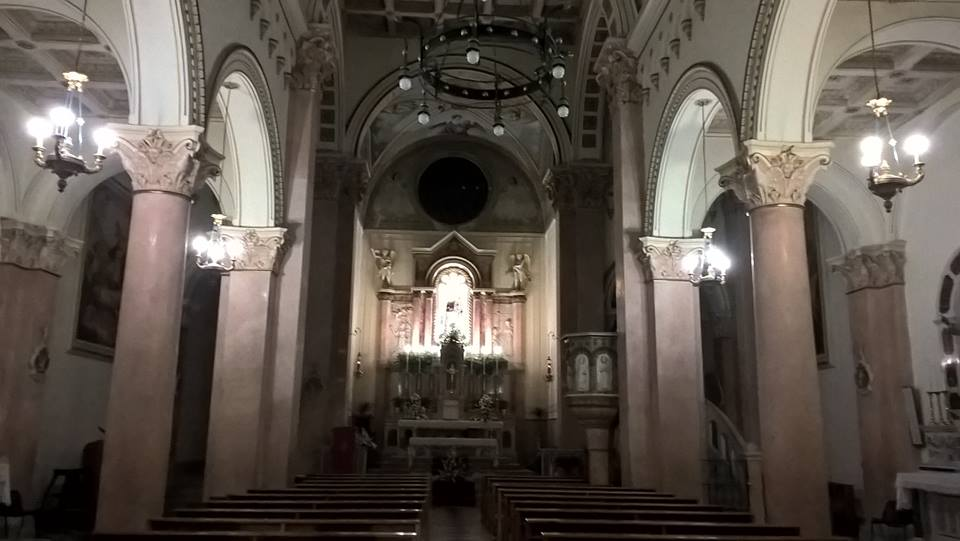
Navata centrale

L'attuale edificio sacro è un pregevole esempio di stile neoromanico, venne solennemente aperto al culto il 9 dicembre 1934 da mons. Angelo Paino, arcivescovo di Messina, alla presenza dell'allora arciprete Andrea La Cara-Correnti e di tutto il clero locale, delle più alte cariche civili, politiche e militari cittadine e del popolo tutto.
Il progetto venne redatto dall'ingegner Francesco Barbaro, progettista di fiducia dell'arcidiocesi messinese. Gli ingegneri santateresini Giovanni Crinò e Francesco Rìgano vennero incaricati della direzione dei lavori, eseguiti dalla ditta Fratelli Maccarrone da Acireale e da maestranze locali. Nella costruzione si osservarono tutte le normative antisismiche allora vigenti.
Il prospetto presenta un'architettura prettamente romanica costituita da una parte centrale più alta e da due laterali più basse, tutte a spiovente. Sulla sommità della parte centrale della facciata, ad di sotto del timpano, si scorgono 13 archetti ciechi sotto i quali si apre il grande rosone, formato da 12 raggi ornati tribolati, chiuso a vetri policromi. I tre portali sono formati da un arco a tutto sesto, quello centrale è avanzato rispetto alla facciata e poggia su due colonne con capitelli corinzi. Sotto le tre arcate dei portali, si ammirano tre lunette rivestite da tre pregevoli mosaici ideati dell'artista messinese Adolfo Romano (e realizzati a Roma nel 1934 dal pittore Giulio Bargellini) raffiguranti la Madonna del Carmelo, santa Teresa d'Avila e sant'Alberto.
L'interno, a pianta basilicale, è suddiviso in tre navate, separate da sei colonne per lato sormontate da capitelli composti di due stili classici, quello ionico con le volute che si attorcigliano e quello corinzio caratterizzato dalle foglie di acanto, le navate sono divise in quattro campate a forma di arco. La navata centrale è illuminata dall'alto da sei lucenari, tre per lato, nell'abside, sopra l'altare maggiore spicca il rosone, formato da 12 raggi ornati tribolati, chiuso a vetri artistici policromi.
Il soffitto cesellato a cassettoni è in cemento armato. Troneggia sull'altare maggiore il simulacro ligneo della Madonna del Carmelo, del 1884, realizzato da Francesco Lo Turco da Gallodoro e restaurato nel 2020. 
Il catino dell'abside, a volta a crociera, è stato affrescato nel 1947 dagli artisti locali, i coniugi Elena ed Antonino Garufi (allievi del Gregorietti), con la raffigurazione dei quattro Evangelisti. Compaiono poi, ai lati del transetto, due grandi tele dipinte a olio nel 1970, da Raffaele Stramondo, che raffigurano "la Madonna del Carmelo che conforta le anime purganti" e "la Madonna del Carmelo mentre dona il santo abitino a san Simone Stock". La chiesa è dotata di cinque altari: in primis l'altare maggiore in marmo, del 1934, sempre realizzato dalla ditta Fratelli Maccarrone da Acireale e recante le raffigurazioni marmoree dell'Annunciazione e dell'Assunzione di Maria Vergine. Ai lati dell'abside si trovano, sulla destra, l'altare dedicato al sacro Cuore di Gesù e sulla sinistra quello del Crocifisso e dell'Addolorata, realizzati entrambi nel 1950, a spese di santateresini emigrati all'estero. Nelle navate laterali, rispettivamente a destra ed a sinistra, si ammirano l'altare di san Giuseppe e quello di san Giovanni Bosco. 
Pregevoli risultano il pulpito del 1937 ed il pavimento marmoreo del 1934.
Degni di nota i simulacri lignei, di san Giovanni Battista (XIX secolo), dell'Immacolata Concezione (1914), san Giuseppe (1950), san Giovanni Bosco (1950), san Domenico Savio (1964) e Sant'Antonio da Padova (XX secolo). Sono altresì presenti un'acquasantiera e un fonte battesimale, dei primi del XIX secolo, in porfido rosso. Infine, nel 2004, il santuario è stato arricchito da due icone dipinte su tavola in stile bizantino raffiguranti la crocifissione e la flagellazione di Cristo.
Il santuario custodisce al suo interno 27 preziosissime sacre reliquie autenticate, donate alla parrocchia, nel 1921, da p. Giampietro da Santa Teresa, cappuccino e storico locale, del quale tratteremo ampiamente a fine pagina.
Fino al 1958, in chiesa erano custoditi tre antichi quadri: uno del 1594 che raffigurava la Madonna del Carmelo, uno del 1593, raffigurante la crocifissione di Cristo sul monte Calvario ed un terzo che raffigurava san Francesco Saverio, risalente alla prima metà del XVIII secolo; questi quadri erano tra i pochi oggetti salvati dalla demolizione del preesistente edificio sacro del 1507 e vennero trafugati nei drammatici giorni dell'alluvione del 26-30 novembre 1958, quando la chiesa rimase invasa da acqua e detriti alluvionali.
Accanto alla chiesa, sorge il pregevole edificio adibito a canonica, edificato nel 1933, anch'esso in stile neo-romanico, a due elevazioni fuori terra. Conserva al suo interno dei pregevoli affreschi raffiguranti scene della Sacra Scrittura (anch'essi dipinti dai coniugi Elena ed Antonino Garufi nel 1947) ed alcune tele ottocentesche. Il primo piano è adibito ad abitazione del parroco.
È l'unica chiesa del centro storico di Santa Teresa di Riva ad essere dotata di campanile, edificato nel 1933 dalla ditta "Fratelli Maccarrone" di Acireale. Su questo campanile, nel 1937, a spese di un facoltoso cittadino di Santa Teresa di Riva, venne montato l'orologio realizzato dalla ditta "Carbone" di Fiumedinisi e vennero ricollocate le due campane ottocentesche.
Nel 1966, la chiesa venne arricchita con un prezioso organo a canne Mascioni, che ancora oggi è uno dei più grandi e maestosi della città metropolitana di Messina.
Nel 1983, si è provveduto al restauro del campanile, mentre nel 1999, è stato operato il restauro dei prospetti esterni frontali e laterali.
Il 21 gennaio 2018, dopo più di 83 anni dalla sua apertura al culto, alla presenza dell'allora parroco e arciprete don Fabrizio Subba, delle autorità civili e militari e del popolo di Santa Teresa di Riva, l'arcivescovo di Messina-Lipari-Santa Lucia del Mela Giovanni Accolla ha solennemente dedicato il santuario a Dio e a Nostra Signora del Monte Carmelo.

### Organo a canne

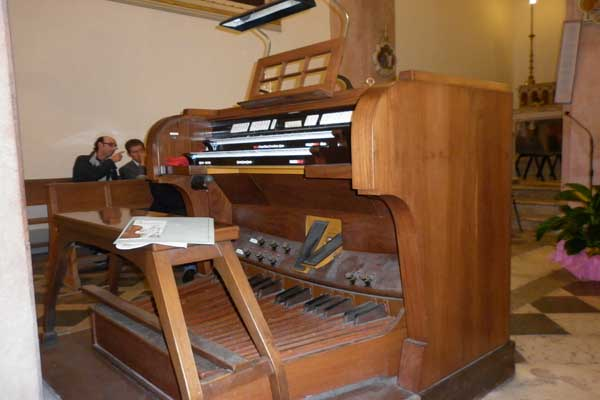
Consolle dell'organo

Sulla cantoria in controfacciata, si trova l'organo a canne Mascioni opus 883, costruito nel 1966 su commissione dell'allora arciprete don Salvatore Bonsignore (1914-1985); detto strumento è uno dei più grandi ed importanti del territorio dell'arcidiocesi di Messina-Lipari-Santa Lucia del Mela. Venne inaugurato solennemente il 12 luglio 1967. Nel febbraio del 2013, su iniziativa dell'allora arciprete Gennaro Currò, è stato sottoposto ad un importante intervento di restauro, ad opera della ditta costruttrice, finanziato col contributo economico del comune di Santa Teresa di Riva e di molte famiglie della parrocchia. A trasmissione elettrica, lo strumento è dotato di 912 canne, per un totale di 15 registri. La sua consolle, a pavimento nella navata, ha due tastiere e pedaliera ed è mobile.

## Storia

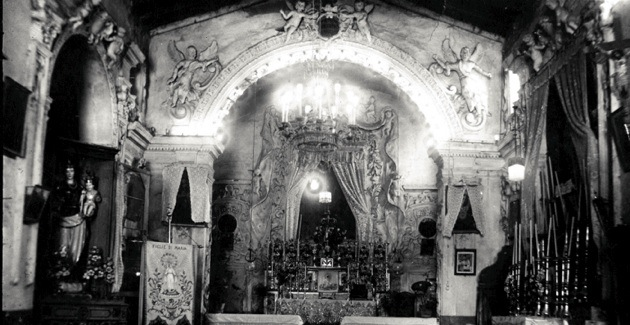
Interno della cinquecentesca chiesa. Foto del 1925 circa

Nel 1507, pochi anni dopo aver ottenuto dall'archimandrita di Messina e barone di Savoca Alfonso d'Aragona la vasta e desolata pianura compresa tra il torrente Savoca ed il torrente Porto Salvo, la facoltosa famiglia savocese dei Bucalo intraprese la costruzione di una torre difensiva e di una cappella dedicata al Santissimo Crocifisso. Attorno a questi edifici nacque il primo germe dell'attuale centro urbano di Santa Teresa di Riva. Col passare degli anni la chiesetta divenne l'unico conforto religioso per gli sparuti agricoltori e pescatori che popolavano la Marina di Savoca, fungendo anche da cimitero. Verso la fine del Cinquecento, in questa chiesa iniziò ad essere venerata la Madonna del Carmelo, ne è prova la presenza di una tela di ignoto autore, risalente al 1594, raffigurante la beata Vergine del Carmelo. La chiesa era a navata unica ed aveva anche una cappella laterale dedicata a san Giuseppe.
Nel corso dei secoli XVII e XVIII, la chiesa assunse uno stile barocco siciliano e venne progressivamente ingrandita ed impreziosita con opere di pregio sia ad opera della famiglia Bucalo, sia ad opera dei gesuiti che nel 1708 la ricevettero in eredità (assieme alla vicina torre ed al fondo circostante) dai fratelli sacerdoti Benedetto e Paolo Bucalo. Negli anni in cui i gesuiti ne furono proprietari, le contrade della Marina di Savoca conobbero un discreto sviluppo non solo spirituale, ma anche economico e demografico. Si realizzò una grande fattoria che potenziò l'attività agricola dedita alla produzione di vino, ortaggi, olio d'oliva e all'allevamento. Il popolo fruiva pienamente del piccolo tempio (ora dedicato al Sacro Cuore di Gesù anche se continuava ad essere venerata la Madonna del Carmelo) che continuava ad essere un nevralgico punto di riferimento religioso e sociale.
Nel 1767 i Gesuiti vennero cacciati con provvedimento di re Ferdinando III di Sicilia, la chiesa e le terre circostanti vennero confiscate e vendute all'asta. Ne approfittò il Marchese Carrozza da Milazzo che, con poco denaro, acquistò le terre in questione, chiesa inclusa. Il nuovo proprietario, considerando la chiesa come sua esclusiva proprietà, impedì agli abitanti della Marina di Savoca di fruire del piccolo edificio sacro e fece installare lo stemma del suo casato sulla facciata. Tale insana decisione provocò la reazione dei residenti che riaprirono a furor di popolo la chiesa e rimossero lo stemma gentilizio che fu gettato in mare. Vista la situazione, il Marchese Carrozza mutò il suo atteggiamento, autorizzando gli abitanti della Marina di Savoca a fruire (ma non pienamente) della chiesa e qualche sacerdote, di tanto in tanto, scendeva da Savoca per celebrarvi la messa ed assistere spiritualmente la popolazione circostante.
Un antico documento d'archivio risalente al 12 novembre 1791 riporta l'ispezione al luogo sacro effettuata dall'arciprete di Savoca don Felice Sturiale (1736-1814), la chiesetta risulta denominata sotto il nome di Santa Maria della Lettera. La cacciata dei gesuiti provocò una situazione di decadenza economica e spirituale protrattasi fino al primo quarto del XIX secolo, ne è prova un altro antico documento che certifica l'ispezione effettuata il 19 ottobre 1817 dall'arciprete di Savoca Don Vincenzo Trimarchi (1782-1848), su incarico dell'archimandrita di Messina Emmanuele II. Nel corso di detta ispezione, l'arciprete Trimarchi constatò che la chiesa (che stavolta è denominata del "Santissimo Nome di Gesù") e le sue strutture portanti erano in cattive condizioni di conservazione e dispose il sequestro delle rendite e dei frutti della stessa fino a quando non si fosse provveduto a risolvere detta situazione di degrado.
Finalmente, nel 1823, la chiesa divenne sacramentale e di diritto pubblico, da quel momento, al suo interno, si iniziarono a impartire stabilmente tutti i sacramenti (battesimi, matrimoni, funerali e sepolture) per tutti gli abitanti di quella vasta area (allora denominata "Marina di Savoca") oggi ricadente negli attuali comuni di Santa Teresa di Riva e Furci Siculo. La chiesetta, dalle sue origini e fino al 1863, era filiale della chiesa parrocchiale di San Nicolò ubicata nel cuore del centro storico di Savoca.
Il 2 novembre 1863, quasi dieci anni dopo l'autonomia comunale del comune di Santa Teresa di Riva da quello di Savoca, l'antica chiesa ottenne anche l'autonomia spirituale, emancipandosi dalla sottomissione all'arcipretura savocese. Il 16 luglio 1864, si celebrò la prima festa in onore alla Madonna del Carmelo ufficialmente documentata, per l'occasione, in quei giorni, si svolse altresì una fiera agricola destinata a diventare stabile fino ai nostri giorni.
Nel 1881 si operò l'ampliamento del vecchio edificio sacro (risalente al 1507) a causa del continuo aumento della popolazione di Santa Teresa di Riva e si intraprese la costruzione di un piccolo campanile edificato a spese di due facoltosi cittadini santateresini. Fino a quando non venne realizzato il cimitero cittadino, in contrada Landro (nel 1881 circa), la chiesa e il piccolo terreno circostante funsero da cimitero per gli abitanti dei quartieri di Bucalo e Sparagonà.
Il 18 agosto 1886, con bolla dell'arcivescovo di Messina card. Giuseppe Guarino, l'antica chiesa del 1507 venne ufficialmente elevata a chiesa matrice, parrocchiale, metropolitana ed arcipretale, venendo altresì dedicata alla Madonna del Carmelo. Tale provvedimento venne recepito dallo Stato italiano con regio decreto dell'8 maggio 1904.
Nel 1888, con delibera numero 29, il consiglio comunale, presieduto dal sindaco pro tempore Luigi Trischitta, deliberò che la Madonna del Carmelo diventasse ufficialmente patrona e protettrice della cittadina di Santa Teresa di Riva.
A causa del terremoto del 1908 la chiesa subì alcuni piccoli danni ed il crollo del suddetto campanile. Dopo il disastroso sisma si iniziò a prendere atto che la cinquecentesca chiesa fosse ormai insufficiente alle esigenze della popolazione in continua crescita.
Nel giugno 1929, la vecchia chiesa venne totalmente demolita, e, sullo stesso sito, si mise mano alla costruzione della nuova matrice che oggi vediamo. Purtroppo non si ebbe l'accortezza di conservare le pregevoli e antiche opere che il vetusto tempio conteneva.

Primissimi anni trenta, panorama del quartiere Bùcalo con Santuario in costruzione

### Notizie storiche sulla nuova chiesa matrice dopo il 1934
La nuova matrice venne quindi aperta al culto il 9 dicembre 1934 da mons. Angelo Paino, arcivescovo di Messina.
Durante la Seconda guerra mondiale, nell'agosto del 1943, le truppe alleate anglo-canadesi, dopo aver occupato la cittadina di Santa Teresa di Riva, requisirono per alcune settimane il nuovo edificio di culto adibendolo ad ospedale militare per la cura dei feriti della campagna di Sicilia, lo stesso avvenne per la vicina chiesa della Sacra Famiglia.
Dagli anni immediatamente successivi alla fine del conflitto e, fino agli anni settanta, su iniziativa degli arcipreti Domenico D'Arrò (1913-1982) e Salvatore Bonsignore, anche grazie al contributo dei santateresini residenti ed emigrati, si provvide ad arricchire la chiesa con opere di indubbio pregio artistico, altari marmorei, statue, opere pittoriche e un grande organo a canne.
Il 14 luglio 1958, l'allora arcivescovo di Messina Angelo Paino eresse la chiesa a santuario diocesano. Pochi mesi dopo, alla fine di novembre, a causa di una violenta alluvione, il santuario venne completamente invaso da fango e detriti alluvionali che apportarono alcuni danni agli interni; il pavimento marmoreo ne porta ancora i segni.

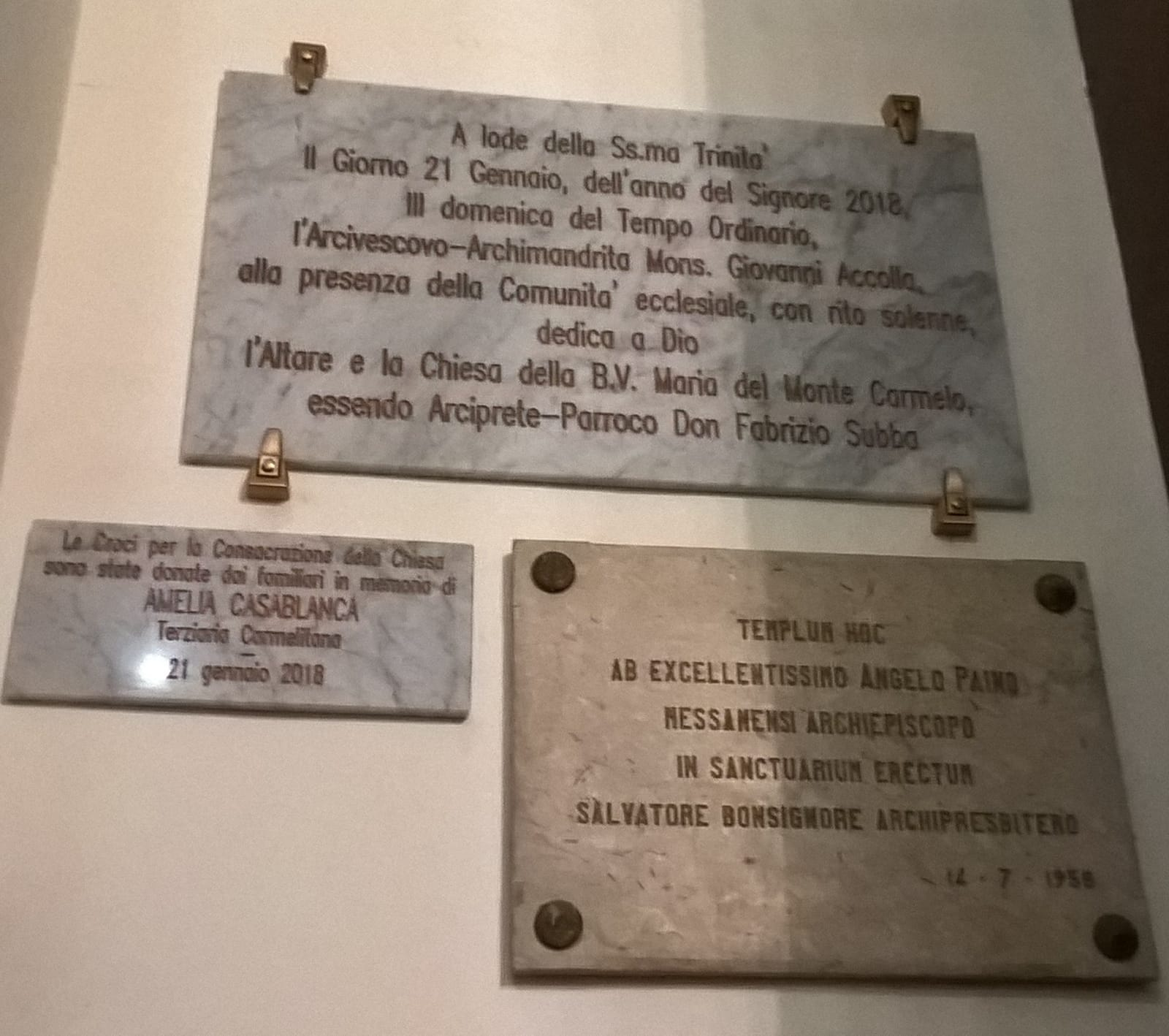
Le lapidi marmoree che attestano l'erezione a santuario (1958) e la dedicazione solenne (2018)

Nel 1966, venne arricchito con un prezioso organo a canne Mascioni.
Domenica 21 gennaio 2018, dopo più di 83 anni dall'apertura al culto, l'arcivescovo di Messina-Lipari-Santa Lucia del Mela Giovanni Accolla ha solennemente dedicato il santuario a Nostra Signora del Monte Carmelo.

### Chiese filiali
Fin dal 1863, quando venne emancipata dall'Arcipretura di Savoca, la chiesa della Madonna del Carmelo ha avuto, alle sue dipendenze, un certo numero di chiese filiali:
- Chiesa della Sacra Famiglia in Santa Teresa di Riva, fino al 1945.
- Chiesa di Santa Maria di Porto Salvo in Santa Teresa di Riva, fino al 1942.
- Chiesa del Sacro Cuore di Gesù delle Ancelle Riparatrici, in Santa Teresa di Riva, fino al 1942.
- Chiesa di San Sebastiano in Santa Teresa di Riva, fino al 1942.
- Chiesa di San Gaetano in Santa Teresa di Riva (rione San Gaetano), attualmente filiale.
- Chiesa di Santa Maria del Rosario in Furci Siculo, fino al 1924 (Attualmente chiesa matrice di Furci Siculo )
- Chiesa di Santa Maria delle Grazie in Furci Siculo, dal 1904 fino al 1924.
- Chiesa di Sant'Antonio da Padova in Furci Siculo, fino al 1924.
- Chiesa di Santa Maria della Lettera in Furci Siculo, fino al 1924[27].

### Festa patronale di Santa Maria del Carmelo - 16 luglio di ogni anno

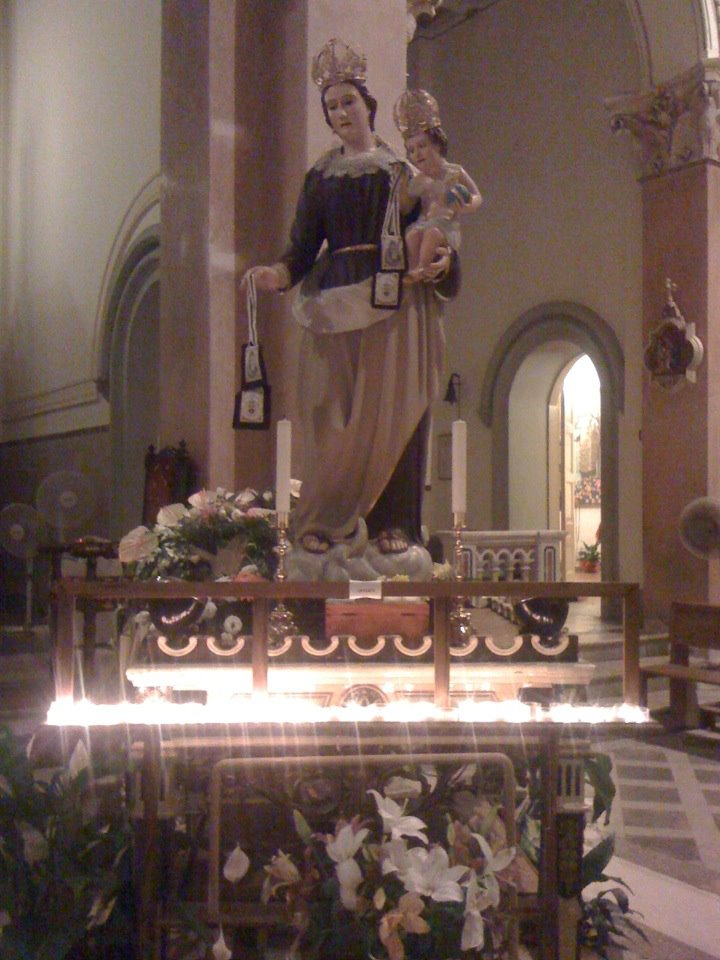
il simulacro della Madonna del Carmelo del 1887, custodito all'interno della chiesa matrice/santuario

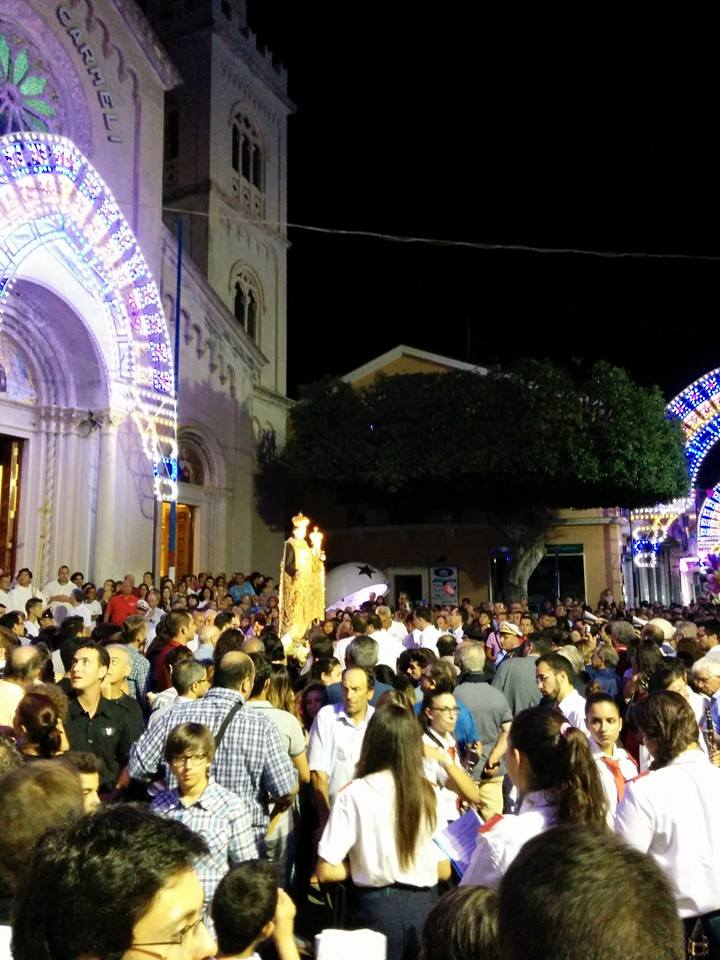
Processione simulacro S.Maria del Carmelo, rientro in chiesa, 16 luglio 2014

La festa patronale in onore di Santa Maria del Carmelo, celebrata il 16 luglio di ogni anno, è considerata la tradizione più antica a Santa Teresa di Riva. In occasione di tale evento viene portato in processione per le vie del paese il simulacro ligneo della Madonna del Carmelo. La processione inizia uscendo dal Santuario di Santa Maria del Carmelo e, dopo aver percorso per intero i quartieri di Bucalo, Fiorentino, Sparagonà, Sacra Famiglia, Borgo Marino, Pozzo Lazzaro e Ciumaredda, raggiunge la chiesa parrocchiale di Santa Maria di Porto Salvo a Barracca; poi ripercorrendo il corso principale cittadino, in tarda serata, fa rientro in questa matrice, accompagnata dall'arciprete, dai parroci della cittadina, dalle autorità civili e militari, dai membri della Confraternita dei Terziari Carmelitani, dai portatori della vara e dal popolo tutto.
Anche se la devozione del popolo di Santa Teresa di Riva alla Madonna del Carmelo risale alla fine del Cinquecento, la prima edizione ufficialmente documentata di tale festa risale al 1864. In occasione della solenne celebrazione eucaristica del 16 luglio 2011, l'allora sindaco dott. Alberto Morabito, ha conferito, simbolicamente, alla Beata Vergine del Carmelo le chiavi di Santa Teresa di Riva. Da allora, tale solenne cerimonia di affidamento della città alla Santa Vergine è diventata una consuetudine che si ripete ogni anno.